# CELstart
CELstart es un motor de juego, que reúne el Crystal Space y el CEL, para desarrollo de juegos escritos completamente en Python y/o XML. No hay necesidad de un compilador C++, para usar el CELstart, pues él hace como intérprete. Como tanto Crystal Space como CEL son portables, CELstart funcionan en las plataformas Microsoft Windows, Linux, UNIX, Mac OS X y FreeBSD. CELstart esta en código abierto, bajo licencia GNU LGPL.